# Petr Kotvald
Petr Kotvald (* 8. července 1959 Žatec) je český zpěvák, producent, tanečník a herec.

## Studium, spolupráce sHanou Zagorovou
Navštěvoval v rodném Žatci lidovou školu umění (klavír) a současně se učil zpívat u prof. Julie Jindrákové. V čase studií na elektrotechnické průmyslovce v Chomutově zpíval se skupinou Scarabeus, v letech 1977–1979 soutěžil na jihlavském festivalu Mladá píseň (roku 1978 získal uznání za osobitou interpretaci, o rok později tento festival vyhrál), na Děčínské kotvě vyzpíval v roce 1980 druhé místo. Zároveň studoval na elektrotechnické fakultě ČVUT a v roce 1984 dosáhl titulu inženýra. Spolupracoval s Miriam Hruškovou a její skupinou Motor. Na jeho hlasový projev měl velký vliv hlasový pedagog František Tugendlieb, s nímž se seznámil v Jihlavě, základy pohybové průpravy získal u choreografky Věry Veselé, vedoucí Chrudimského tanečního studia. Od roku 1981 se stali Hložek s Kotvaldem členy orchestru Karla Vágnera a po boku Hany Zagorové si rychle získali značnou popularitu. Písnička Holky z naší školky (Vágner – Žák) se stala nejprodávanější československou nahrávkou všech dob na gramofonových deskách. Zpívali ve dvojici, popřípadě ve trojici s Hanou Zagorovou, oba měli rovněž sólové ambice.

## Sólová dráha
V roce 1986 zahájil svoji sólovou dráhu a od té doby vystupoval se svou vlastní skupinou Trik. Skupina spatřila světlo světa v první polovině června roku 1986, skupina měla jako svého hosta po tři roky Hanu Křížkovou. Skupina ho doprovázela do roku 1996 a nově od roku 2012 ho doprovází stejnojmenná kapela složená z členů skupiny Artmosphere.  Z této nostalgie vzešlo album Pan zpěvák s písněmi od Charlieho Chaplina, George Gershwina, Jacquese Brela, Tima Hardina, ale i Stevieho Wondera, Freddieho Mercuryho a Eltona Johna.[zdroj?] Kotvald přezpíval písně mimo jiné od Bernie Paula a Charlese Aznavoura, Madness a Paula McCartneyho.

## Dřívější a současný tým

### Skladatelé
- Jindřich Parma
- Eduard Parma
- Ondřej Soukup
- Vilém Čok
- Jiří Pertl
- Daniel Hádl
- Robert Jíša
- Martin Kumžák
- Max Presser
- Ladislav Štaidl
- Jiří Bareš
- Petr Ackerman
- Vítězslav Hádl
- Albert Černý
- Darek Král

### Textaři
- Pavel Cmíral
- Gabriela Osvaldová
- Michal Bukovič
- Pavel Vrba
- Robert Filip
- Rudolf Kubík
- Marek Sloup

## Skupina Trik
- Karel Cába – kytara
- Jindřich Parma – trumpeta
- Martin Kumžák – klávesové nástroje
- Marek Šimůnek – kytara
- Lukáš Malotín – basová kytara
- Libor Remta – bicí nástroje

### Od roku 2012
- Michal Walter – kytara
- Martin Blažek – klávesy
- Vítek Blažek – bicí
- Viktorie Kotvaldová – vokály
- Bára Zárubová – vokály

## Hudebníci
- Alena Grillová – klavír
- Karel Cába – baskytara
- Petr Mašek, Stanislav Jelínek – kytara
- František Kotva – kytary
- Pražské kytarové kvarteto
- Naďa Wepperová, Alena Průchová, Jiří Březík – zpěv
- Jan Soukup – klávesy, zpěv, saxofon
- Martin Lehký – baskytara
- Eduard Parma starší – trubka
- Tomáš Valášek – kytara, panova flétna
- Pavel Planka – percuse
- Stanislav Amcha – percuse
- Smyčcové kvarteto P.K. (Tomáš Vejvoda, Josef Vychytil, Petr Kukovič, Marek Jiříček, Marek Novak, Petr Nouzovský)
- Boom Band Jiřího Dvořáka
- Pražské kolegium
- Smyčcové sdružení studentů pardubické konzervatoře
- VUS Pardubice (dirigent Jiří Kožnar)
- Iuventus Cantans Pardubice (dirigent Vlastislav Novák)
- DPS Petrklíč (Praha)

### Scénáře
- Pavel Cmíral
- Petr Kotvald

### Režie
- Martin Dejdar
- Petr Vacek
- Hana Ižofová
- Pavel Cmíral
- Vladimír Darjanin
- Petr Čepický

### Choreografie
- Jiří Rebec
- Jan Kodet
- Petr Tyc
- Ivana Kubicová
- Štěpán Karlesz
- Ivana Hannichová

## Ocenění
- 1977 ocenění za osobitou interpretaci na festivalu Mladá píseň Jihlava
- 1978 hlavní cena Mladá píseň
- 1979 Děčínská kotva – 2. místo
- 1983 Zlatý slavík – 3. místo (se Stanislavem Hložkem)
- 1988–1989 Diskoslavík – 1. místo
- 1988/1990 Zlatý slavík – 3. místo
- 1988 Duhová deska – 2. místo – Gejzír
- 1989 Ceny melodie – 2. místo
- 1990 duhová deska – 1. Milujem se čím dál víc, 3. Noční proud, 4. Pražský haus, 10. Satelit
- 1996 Diamantová deska – 1,5 milionu prodaných nosičů
- 2000 anketa TýTý – 5. místo
- 2001 Zlatá deska – album Největší hity
- 2001 Zlatá deska – album Taxitotak neber, 30 tisíc prodaných nosičů
- 2001 nominace na Českého slavíka
- 2001 Český slavík – 5. místo
- 2002 osobnost roku
- 2002 cena časopisu Bravo
- 2002 plaketa Mezinárodní federace hudebního průmyslu

## Diskografie

### SP desky/singly
- 1986 Vrásky si nedělám – Kouzelnice – Supraphon
- 1987 Kam v tom jdeš – Ukradnu tě, lásko – Supraphon
- 1987 Přísně soukromá sci-fi – Je v tahu – Supraphon
- 1987 Je v tahu /Čtyřlístek/ – Supraphon
- 1987 Taneční – Strejdo – Supraphon
- 1987 Big City Calling / I Will Steal You, Baby – ESM
- 1988 Gejzír – Nech to hrát – Supraphon
- 1989 Kdekdo je dál – Stínohry – Supraphon
- 1989 Pražský haus – Pražský haus /dub mix/ – Supraphon
- 1989 Satelit /Bratislavská lyra/ – Supraphon
- 1989 Satelit – Ráj budoucích lásek tvých – Supraphon
- 1989 Milujem se čím dál víc – Tabák je jako láska – Supraphon
- 1990 Noční proud – Hipodrom J. Parmy – Supraphon
- 1990 Bourák – Bourák /instrumental mix/ – Supraphon
- 1990 Tam kde jsem já, tam nejsi ty – Salto – Supraphon
- 1991 Má holka střízlivá – Starlight Girl – Supraphon
- 1992 Sláva Bárbý – Už po nás, lásko má, jdou Tommü Records
- 1996 A tak dál Medley ´86 – ´96 /radio edit/ Medley ´86 – ´96 /disco edit/ CGS
- 1997 Milujem se čím dál víc – Bon Art Music
- 1997 Půlnoční cesty k betlémům – Bon Art Music
- 1998 Vánoce, vánoce – Bon Art Music
- 1999 Dej nám sex – Sony Music/Bonton
- 1999 Plačky – Sony Music/Bonton
- 1999 Vánoce hrajou glórijá – Sony Music/Bonton
- 2000 Francouz – Sony Music/Bonton
- 2000 Tam kde jsem já, tam nejsi ty – Sony Music/Bonton
- 2000 Vždyť jsou vánoce /s L. Machálkovou/ – Vánoce hrajou glórijá – Sony Music/Bonton
- 2001 Milujeme – Sony Music/Bonton
- 2001 Mumuland – Mumuland /English version/ – Sony Music/Bonton
- 2001 Má duše nedočkavá – Sony Music/Bonton
- 2003 P. K./PF 2003 – Real Trade
- 2003 Marilyn – Sony Music/Bonton
- 2003 Osamělý – Sony Music/Bonton
- 2003 Holky z naší školky – 20 let – FAME productions
- 2014 Nech to hrát (5x z let 1986–1989) – Supraphon

### LP
- 1983 Holky z naší školky – Supraphon (se Stanislavem Hložkem)
- 1984 V pohodě – Supraphon (se Stanislavem Hložkem)
- 1985 Pro dva tři úsměvy – Supraphon (se Stanislavem Hložkem a Hannou Zagorovou)
- 1985 Jinak to nejde – Supraphon (se Stanislavem Hložkem a Hannou Zagorovou)
- 1986 Feelin´ Good – Supraphon/Artia (se Stanislavem Hložkem)
- 1988 Přísně soukromá sci-fi – Supraphon
- 1990 Konto 87-88-8990-91 – Supraphon
- 1990 Gejzír – Supraphon
- 1991 Hyde Park – Supraphon
- 1992 Můj hlas – Tommü Records

### MC/CD
- 1993 Dívej se – Tommü Records
- 1995 Tyrkys a lásku v očích mám – Bonton Music
- 1996 Petr Kotvald MCMXCVI – CGS
- 1996 Holky z naší školky (1982–84) – Bonton, reedice
- 1997 Pan zpěvák – Bon Art Music
- 1997 V pohodě – Multisonic
- 1998 Jinak to nejde – Sony Music Bonton, reedice
- 1999 Největší hity – Sony Music Bonton
- 1999 Vánoce přicházejí... Sony Music Bonton
- 2001 Taxitotak neber Sony Music Bonton
- 2003 Planeta svádění Sony music Bonton
- 2003 Holky z naší školky – Supraphon
- 2004 Holky z naší školky po 20 letech – EMI
- 2006 Principál – Popron Music
- 2007 40 hitů – Popron Music
- 2007 Můj čas – Multisonic
- 2008 Vánoce hrajou glórijá (Vánoční koncert) – Popron Music
- 2010 Petr Kotvald a Stanislav Hložek – Holky z naší školky – Supraphon
- 2010 Diskohrátky 2010 – EMI
- 2011 Právě tady...Právě teď – EMI
- 2016 Exxxclusive (Zlatá kolekce) – Supraphon
- 2017 Vánoce hrajou glórijá (Vánoční koncert) Popron Music
- 2019 LX – Supraphon

### VHS/DVD
- 1988 Hity 1987 – Supraphon
- 1999 Petr Kotvald – Video – Fanklub PF ´99
- 1999 Petr Kotvald – Hity – Bon Art Music/Miki
- 2008 Hitparáda 80. let – Supraphon

## Turné
- 1986 – PETR KOTVALD A TRIK 1986
- 1994 – Dívej se, tyrkys a lásku v očích mám
- 1996 – 3000. koncert
- 1998 – Hložek + Kotvald – naposledy
- 2000–současnost – ...VÁNOCE HRAJOU GLÓRIJÁ... aneb ...od Ondřeje ke Třem králům...
- 2000 – BEST OF TOUR 2000
- 2010 – Petr Kotvald a Standa Hložek Tour 2010
- 2011 – Petr Kotvald a Standa Hložek Tour 2011
- 2011–2012 – 25 LIVE
- 2016 – Turné Exxxclusive

## Herecké role
- 2003 – Romeo a Julie (muzikál na ledě) – Paris
- 2003 – Mrazík (muzikál na ledě) – Baba Jaga
- 2012–současnost – Hra Koule (divadelní hra) – Petr Kotvald
- 2013 – Válka s mloky (opera) – Poseidon a Billy Bingo
- 2014–2016 – Mamma Mia (muzikál) – Harry
- 2016 – Muzikál aneb cesty ke štěstí (film) – otec Davida